# Malachius
Malachius es un género de  escarabajos de las flores de la familia Melyridae subfamilia Malachiinae. Las especies de Malachius han sido encontradas en Albania, Bélgica, Bulgaria, República Checa, Francia, Alemania, Hungría, Italia, Polonia, España, Suecia, Suiza y en Yugoslavia.

## Especies
- Malachius aeneus (Linnaeus, 1758)
- Malachius agenjoi Pardo, 1975
- Malachius artvinensis Wittmer, 1974
- Malachius australis Mulsant & Rey, 1867
- Malachius bilyi Svihla, 1987
- Malachius bipustulatus (Linnaeus, 1758)
- Malachius caramanicus Pic, 1912
- Malachius carnifex Erichson, 1840
- Malachius cavifrons
- Malachius coccineus Waltl, 1838
- Malachius conformis Erichson, 1840
- Malachius cressius Pic, 1904
- Malachius cyprius (Baudi, 1871)
- Malachius dama Abeille de Perrin, 1888
- Malachius demaisoni Abeille, 1900
- Malachius elaphus Abeille, 1890
- Malachius ephipiger Redtenbacher, 1843
- Malachius faldermanni Faldermann, 1836
- Malachius fuscatus Peyron, 1877
- Malachius graecus Kraatz, 1862
- Malachius heydeni Abeille de Perrin, 1882
- Malachius kasosensis Wittmer, 1988
- Malachius kraussi Reitter, 1902
- Malachius labiatus Brullé, 1832
- Malachius lusitanicus Erichson, 1840
- Malachius mariaeAbeille de Perrin, 1885
- Malachius pickai Svihla, 1987
- Malachius rubidus Erichson, 1840
- Malachius scutellaris Erichson, 1840
- Malachius securiclatus Baudi, 1873
- Malachius semiaeneus Abeille de Perrin, 1891